# دوغ مكلور
دوغ مكلور (بالإنجليزية: Doug McClure)‏ هو لاعب كرة قدم بريطاني في مركز الدفاع، ولد في 6 سبتمبر 1964 في إيزلينغتون ‏ في المملكة المتحدة. لعب مع كوينز بارك رينجرز ونادي إكزتر سيتي ونادي إنفيلد ونادي بيتربورو يونايتد ونادي توركي يونايتد ونادي فيشر أثليتيك ونادي كرو ألكساندرا ونادي ويلدستون لكرة القدم ونادي ويمبلدون.